# NGC 615
NGC 615 je galaksija u zviježđu Kit.

## Vanjske poveznice
- SEDS: NGC 0615